# (10589) 1996 OM2
1996 أو أم 2 (ويعرف أيضًا باسم (10589) 1996 أو أم 2 وفق تسمية الكوكب الصغير) (بالإنجليزية: 1996 OM2)‏ هو كويكب ضمن حزام الكويكبات؛ وترتيبه 10589 من حيث الاكتشاف.
اكتُشف هذا الجُرم الفلكي بواسطة Andrea Boattini ‏ في 23 يوليو 1996.

## وصلات خارجية
- (10589) 1996 OM2 في قاعدة بيانات مختبر الدفع النفاث لأجرام النظام الشمسي الصغيرة

- الاكتشاف · مخطط المدار ·  العناصر المدارية · المعلمات المادية

- (10589) 1996 OM2 على موقع ويكي سكاي: DSS2, SDSS, GALEX, IRAS, Hydrogen α, X-Ray, Astrophoto, Sky Map, Articles and images